# دان هندرسون
دانييل جيفري هندرسون (بالإنجليزية: Daniel Jeffery Henderson؛ مواليد 24 أغسطس 1970) هو مُقاتل فنون قتالية مختلطة أمريكي سابق ومصارع أولمبي، نافس آخر مرة في فئة الوزن المتوسط في يو إف سي. وكان آخر بطل سترايك فورس لوزن خفيف الثقيل وكان آخر بطل في فئة وزن الوسط والوزن المتوسط في برايد. وكان البطل المزدوج الوحيد في تاريخ برايد.

## مسيرته في فنون القتال المختلطة
بدأ هندرسون التدريب على فنون القتال المختلطة في عام 1997، عندما انضم إلى فريق المصارعة الأمريكية الحقيقية.

## تيم كويست
دان هندرسون هو مالك نادي (بالإنجليزية: Team Quest Fitness Gym) الذي يقع في تيميكولا، كاليفورنيا.
اعتبارًا من 28 فبراير 2011، دخل هندرسون في دعوى قضائية بشأن العلامة التجارية تيم كويست مع زميله السابق مات ليندلاند.

## البطولات والإنجازات

### فنون القتال المختلطة
- يو إف سي
  - بطولة يو إف سي 17 للوزن المتوسط
  - قتال الليلة (أربع مرات)
  - أفضل ضربة قاضية في الليلة (مرة واحدة)
  - أداء الليلة (مرتين)

## سجل فنون القتال المختلطة
| السجل المهني |        |          |
| 47 نزال      | 32 فوز | 15 خسارة |
| ضربة قاضية   | 17     | 3        |
| إخضاع        | 1      | 4        |
| قرار القضاة  | 14     | 8        |

| النتيجة | السجل | الخصم                  | الطريقة                                   | الحدث                                     | التاريخ         | الجولة | الوقت | المكان                                   | الملاحظات |
| ------- | ----- | ---------------------- | ----------------------------------------- | ----------------------------------------- | --------------- | ------ | ----- | ---------------------------------------- | --- |
| خسر     | 32–15 | مايكل بيسبنغ           | قرار القضاة (بالإجماع)                    | يو إف سي 204                              | أكتوبر 8, 2016  | 5      | 5:00  | مانشستر، إنجلترا                         | على لقب بطولة يو إف سي للوزن المتوسط. قتال الليلة.                                                                           |
| فاز     | 32–14 | هيكتور لومبارد         | ضربة قاضية (بالمرفق)                      | يو إف سي 199                              | يونيو 4, 2016   | 2      | 1:27  | إنغليووود، كاليفورنيا، الولايات المتحدة  | أداء الليلة. |
| خسر     | 31–14 | فيتور بلفور            | ضربة قاضية (باللكمات)                     | يو إف سي ليلة القتال: بيلفور ضد هندرسون 3 | نوفمبر 7, 2015  | 1      | 2:07  | ساو باولو، البرازيل                      | |
| فاز     | 31–13 | تيم بوتش               | ضربة قاضية (باللكمات)                     | يو إف سي ليلة القتال: بوتش ضد هندرسون     | يونيو 6, 2015   | 1      | 0:28  | نيو أورليانز، لويزيانا، الولايات المتحدة | |
| خسر     | 30–13 | جيجارد موساسي          | ضربة فنية قاضية (باللكمات)                | يو إف سي على فوكس: غوستافسون ضد جونسون    | يناير 24, 2015  | 1      | 1:10  | ستوكهولم، السويد                         | العودة للوزن المتوسط. |
| خسر     | 30–12 | دانيال كورميي          | إخضاع فني (خنق خلفي عاري)                 | يو إف سي 173                              | مايو 24, 2014   | 3      | 3:53  | لاس فيغاس، نيفادا، الولايات المتحدة      | |
| فاز     | 30–11 | موريسيو روا            | ضربة فنية قاضية (باللكمات)                | يو إف سي ليلة القتال: شوغون ضد هندرسون 2  | مارس 23, 2014   | 3      | 1:31  | ناتال، البرازيل                          | أداء الليلة. قتال الليلة. |
| خسر     | 29–11 | فيتور بلفور            | ضربة قاضية (ركلة رأس)                     | يو إف سي ليلة القتال: بيلفور ضد هندرسون 2 | نوفمبر 9, 2013  | 1      | 1:17  | غويانيا، البرازيل                        | |
| خسر     | 29–10 | رشاد إيفانز            | قرار القضاة (بالانقسام)                   | يو إف سي 161                              | يونيو 15, 2013  | 3      | 5:00  | وينيبيغ مانيتوبا، كندا                   | |
| خسر     | 29–9  | ليوتو ماتشيدا          | قرار القضاة (بالانقسام)                   | يو إف سي 157                              | فبراير 23, 2013 | 3      | 5:00  | آناهايم، كاليفورنيا، الولايات المتحدة    | |
| فاز     | 29–8  | موريسيو روا            | قرار القضاة (بالإجماع)                    | يو إف سي 139                              | نوفمبر 19, 2011 | 5      | 5:00  | سان خوسيه، كاليفورنيا، الولايات المتحدة  | العودة لوزن خفيف الثقيل. قتال الليلة. قتال العام (2011).                                                                     |
| فاز     | 28–8  | فيدور إميليانينكو      | ضربة فنية قاضية (باللكمات)                | سترايك فورس: فيدور ضد هندرسون             | يوليو 30, 2011  | 1      | 4:12  | هوفمان استيتس، إلينوي، الولايات المتحدة  | نزال في الوزن الثقيل. |
| فاز     | 27–8  | رافائيل فيغا           | ضربة فنية قاضية (باللكمات)                | سترايك فورس: فيجاو ضد هندرسون             | مارس 5, 2011    | 3      | 0:50  | كولومبوس، أوهايو، الولايات المتحدة       | فاز بلقب بطولة سترايك فورس لوزن خفيف الثقيل وتنازل هندرسون عن اللقب في 19 سبتمبر 2011 عندما تم استيعاب عقده من قبل يو إف سي. |
| فاز     | 26–8  | ريناتو سوبرال          | ضربة قاضية (باللكمات)                     | سترايك فورس: سانت لويس                    | ديسمبر 4, 2010  | 1      | 1:53  | سانت لويس، ميزوري، الولايات المتحدة      | العودة لوزن خفيف الثقيل. بطولة سترايك فورس لوزن خفيف الثقيل.                                                                 |
| خسر     | 25–8  | جيك شيلدز              | قرار القضاة (بالإجماع)                    | سترايك فورس: ناشفيل                       | أبريل 17, 2010  | 5      | 5:00  | ناشفيل، تينيسي، الولايات المتحدة         | على لقب بطولة سترايك فورس للوزن المتوسط.                                                                                     |
| فاز     | 25–7  | مايكل بيسبنغ           | ضربة قاضية (بلكمة)                        | يو إف سي 100                              | يوليو 11, 2009  | 2      | 3:20  | لاس فيغاس، نيفادا، الولايات المتحدة      | الفائز سيُنافس على لقب بطولة يو إف سي للوزن المتوسط. أفضل ضربة في الليلة. أفضل ضربة قاضية في العام (2009).                    |
| فاز     | 24–7  | ريتش فرانكلين          | قرار القضاة (بالانقسام)                   | يو إف سي 93                               | يناير 17, 2009  | 3      | 5:00  | دبلن، أيرلندا                            | نزال في وزن خفيف الثقيل. |
| فاز     | 23–7  | روسيمار بالهاريس       | قرار القضاة (بالإجماع)                    | يو إف سي 88                               | سبتمبر 6, 2008  | 3      | 5:00  | أتلانتا، جورجيا، الولايات المتحدة        | |
| خسر     | 22–7  | أندرسون سيلفا          | إخضاع (خنق خلفي عاري)                     | يو إف سي 82                               | مارس 1, 2008    | 2      | 4:52  | كولومبوس، أوهايو، الولايات المتحدة       | على لقب بطولة يو إف سي للوزن المتوسط. قتال الليلة.                                                                           |
| خسر     | 22–6  | كوينتون جاكسون         | قرار القضاة (بالإجماع)                    | يو إف سي 75                               | سبتمبر 8, 2007  | 5      | 5:00  | لندن، إنجلترا                            | على لقب بطولة يو إف سي لوزن خفيف الثقيل.                                                                                     |
| فاز     | 22–5  | واندرلي سيلفا          | ضربة قاضية (باللكمات)                     | برايد 33                                  | فبراير 24, 2007 | 3      | 2:08  | لاس فيغاس، نيفادا، الولايات المتحدة      | فاز بلقب بطولة برايد للوزن المتوسط (205 رطل).                                                                                |
| فاز     | 21–5  | فيتور بلفور            | قرار القضاة (بالإجماع)                    | برايد 32 – الصفقة الحقيقية                | أكتوبر 21, 2006 | 3      | 5:00  | لاس فيغاس، نيفادا، الولايات المتحدة      | نزال في وزن خفيف الثقيل. |
| خسر     | 20–5  | كازو ميساكي            | قرار القضاة (بالإجماع)                    | برايد – بوشيدو 12                         | أغسطس 26, 2006  | 2      | 5:00  | ناغويا، اليابان                          | ربع نهائي الجائزة الكبرى للوزن المتوسط في بطولة برايد 2006.                                                                  |
| فاز     | 20–4  | كازو ميساكي            | قرار القضاة (بالإجماع)                    | برايد – بوشيدو 10                         | أبريل 2, 2006   | 2      | 5:00  | طوكيو، اليابان                           | |
| فاز     | 19–4  | موريلو بوستامانتي      | قرار القضاة (بالانقسام)                   | برايد موجة الصدمة 2005                    | ديسمبر 31, 2005 | 2      | 5:00  | سايتاما، اليابان                         | فاز بجائزة برايد 2005 الكبرى للوزن المتوسط وبطولة برايد لوزن الوسط (183 رطلاً).                                               |
| فاز     | 18–4  | أكيهيرو غونو           | ضربة قاضية (بلكمة)                        | برايد – بوشيدو 9                          | سبتمبر 25, 2005 | 1      | 7:58  | طوكيو، اليابان                           | نصف نهائي الجائزة الكبرى للوزن المتوسط في بطولة برايد 2005.                                                                  |
| فاز     | 17–4  | لو تشيونان             | ضربة قاضية (بلكمة)                        | برايد – بوشيدو 9                          | سبتمبر 25, 2005 | 1      | 0:22  | طوكيو، اليابان                           | جائزة برايد 2005 للوزن المتوسط، الجولة الثانية.                                                                              |
| خسر     | 16–4  | أنطونيو روجيريو نوغيرا | إخضاع (الضغط على الذراع)                  | برايد القضاء التام 2005                   | أبريل 23, 2005  | 1      | 8:05  | Osaka، اليابان                           | الجولة الافتتاحية لبطولة الجائزة الكبرى للوزن المتوسط برايد 2005.                                                            |
| فاز     | 16–3  | يوكي كوندو             | قرار القضاة (بالانقسام)                   | برايد موجة الصدمة 2004                    | ديسمبر 31, 2004 | 3      | 5:00  | سايتاما، اليابان                         | |
| فاز     | 15–3  | كازوهيرو ناكامورا      | ضربة فنية قاضية (إصابة الكتف)             | برايد 28                                  | أكتوبر 31, 2004 | 1      | 1:15  | سايتاما، اليابان                         | |
| فاز     | 14–3  | موريلو بوستامانتي      | ضربة فنية قاضية (باللكمات)                | برايد الصراع النهائي 2003                 | نوفمبر 9, 2003  | 1      | 0:53  | طوكيو، اليابان                           | النزال الاحتياطي للوزن المتوسط في بطولة برايد 2003 للجائزة الكبرى.                                                           |
| فاز     | 13–3  | شونغو أوياما           | ضربة فنية قاضية (باللكمات)                | برايد 25                                  | مارس 16, 2003   | 1      | 3:28  | يوكوهاما، اليابان                        | |
| خسر     | 12–3  | أنطونيو رودريجو نوغيرا | إخضاع (الضغط على الذراع)                  | برايد 24                                  | ديسمبر 23, 2002 | 3      | 1:49  | فوكوكا، اليابان                          | |
| خسر     | 12–2  | ريكاردو أرونا          | قرار القضاة (بالانقسام)                   | برايد 20                                  | أبريل 28, 2002  | 3      | 5:00  | يوكوهاما، اليابان                        | |
| فاز     | 12–1  | موريلو روا             | قرار القضاة (بالانقسام)                   | برايد 17                                  | نوفمبر 3, 2001  | 3      | 5:00  | طوكيو، اليابان                           | |
| فاز     | 11–1  | أكيرا شوجي             | ضربة فنية قاضية (باللكمات والركبتين)      | برايد 14 – صراع الجبابرة                  | مايو 27, 2001   | 3      | 3:18  | يوكوهاما، اليابان                        | |
| فاز     | 10–1  | رينزو غراسي            | ضربة قاضية (بلكمة)                        | برايد 13 – دورة الاصطدام                  | مارس 25, 2001   | 1      | 1:40  | سايتاما، اليابان                         | |
| خسر     | 9–1   | واندرلي سيلفا          | قرار القضاة (بالإجماع)                    | برايد 12 – الغضب البارد                   | ديسمبر 23, 2000 | 2      | 10:00 | سايتاما، اليابان                         | |
| فاز     | 9–0   | ريناتو سوبرال          | قرار القضاة (بالأغلبية)                   | الحلقات: ملك الملوك 1999 النهائي          | فبراير 26, 2000 | 2      | 5:00  | طوكيو، اليابان                           | نهائي بطولة ملك الملوك 1999.                                                                                                 |
| فاز     | 8–0   | أنطونيو رودريجو نوغيرا | قرار القضاة (بالانقسام)                   | الحلقات: ملك الملوك 1999 النهائي          | فبراير 26, 2000 | 3      | 5:00  | طوكيو، اليابان                           | نصف نهائي بطولة ملك الملوك 1999.                                                                                             |
| فاز     | 7–0   | جيلبرت إيفيل           | قرار القضاة (بالإجماع)                    | الحلقات: ملك الملوك 1999 النهائي          | فبراير 26, 2000 | 2      | 5:00  | طوكيو، اليابان                           | ربع نهائي بطولة ملك الملوك 1999.                                                                                             |
| فاز     | 6–0   | هيروميتسو كانيهارا     | قرار القضاة (بالأغلبية)                   | الحلقات: ملك الملوك 1999 المجموعة أ       | أكتوبر 28, 1999 | 2      | 5:00  | طوكيو، اليابان                           | بطولة ملك الملوك 1999 الدور الثاني.                                                                                          |
| فاز     | 5–0   | باكوري جوجيتيدزي       | ضربة فنية قاضية (الخضوع للركبة على الجسم) | الحلقات: ملك الملوك 1999 المجموعة أ       | أكتوبر 28, 1999 | 1      | 2:17  | طوكيو، اليابان                           | الجولة الإفتتاحية لبطولة ملك الملوك 1999.                                                                                    |
| فاز     | 4–0   | كارلوس نيوتن           | قرار القضاة (بالانقسام)                   | يو إف سي 17                               | مايو 15, 1998   | 1      | 15:00 | موبيل، ألاباما، الولايات المتحدة         | فاز ببطولة يو إف سي 17 للوزن المتوسط.                                                                                        |
| فاز     | 3–0   | آلان جوز               | قرار القضاة (بالإجماع)                    | يو إف سي 17                               | مايو 15, 1998   | 1      | 15:00 | موبيل، ألاباما، الولايات المتحدة         | نصف نهائي بطولة يو إف سي 17 للوزن المتوسط.                                                                                   |
| فاز     | 2–0   | إريك سميث              | إخضاع فني (خنق المقصلة)                   | بطولة البرازيل المفتوحة 1997              | يونيو 15, 1997  | 1      | 0:30  | البرازيل                                 | فاز ببطولة البرازيل المفتوحة 1997.                                                                                           |
| فاز     | 1–0   | كريزيو دي سوزا         | ضربة فنية قاضية (باللكمات)                | بطولة البرازيل المفتوحة 1997              | يونيو 15, 1997  | 1      | 5:25  | البرازيل                                 | نصف نهائي بطولة البرازيل المفتوحة 97.                                                                                        |

## نزالات الدفع مقابل المشاهدة
| #  | الحدث        | القتال              | التاريخ        | المكان          | المدينة                                 | المبلغ  |
| -- | ------------ | ------------------- | -------------- | --------------- | --------------------------------------- | ------- |
| 1. | يو إف سي 82  | سيلفا ضد هندرسون    | 1 مارس 2008    | نيشن وايد أرينا | كولومبوس، أوهايو، الولايات المتحدة      | 325،000 |
| 2. | يو إف سي 93  | فرانكلين ضد هندرسون | 17 يناير 2009  | 3 أرينا         | دبلن، أيرلندا                           | 350،000 |
| 3. | يو إف سي 139 | شوغون ضد هندرسون    | 19 نوفمبر 2011 | إتش بي بافيليون | سان خوسيه، كاليفورنيا، الولايات المتحدة | 290،000 |
| 4. | يو إف سي 161 | إيفانز ضد هندرسون   | 15 يونيو 2013  | إم تي إس سنتر   | وينيبيغ مانيتوبا، كندا                  | 140،000 |
| 5. | يو إف سي 204 | بيسبنغ ضد هندرسون 2 | 8 أكتوبر 2016  | مانشستر أرينا   | مانشستر، إنجلترا، المملكة المتحدة       | 290،000 |

## فيلموغرافيا
| العام | العنوان     | الدور         | الملاحظات |
| ----- | ----------- | ------------- | --------- |
| 2012  | عيون التنين | ضرب ضابط شرطة |           |

| العام | العنوان           | الدور                  | الملاحظات                                   |
| ----- | ----------------- | ---------------------- | ------------------------------------------- |
| 2019  | سيل تيم           | نفسه                   | الحلقة: «على طول برج المراقبة: الجزء الأول» |
| 2006  | ذا كينغ أوف كوينز | سائق الأولوية الإضافية | الحلقة: «قاتل شاب»                          |
| 2005  | مكعب              | نفسه                   |                                             |

## الملاحظات
1. ↑  يذكر موقع إم إم إيه شيردوغ أن طوله يبلغ 6 قدم 1 بوصة (1.85 م).[1] تم إدراج طول هندرسون على النحو التالي 5 قدم 11 بوصة (1.80 م) من قبل يو إف سي[2] وإي إس بي إن[3]  تم استخدام كلا الارتفاعين بواسطة يو إف سي في بطاقات قتال مختلفة على سبيل المثال يو إف سي 93 ويو إف سي 100

## وصلات خارجية
- دان هندرسون على موقع يو إف سي (الإنجليزية)
- دان هندرسون على موقع شيردوغ (الإنجليزية)
- دان هندرسون على موقع Tapology.com (الإنجليزية)
- دان هندرسون على موقع قاعدة بيانات المصارعة الدولية (الإنجليزية)
- دان هندرسون على موقع اللجنة الأولمبية الدولية (الإنجليزية)
- دان هندرسون على موقع أوليمبيديا (الإنجليزية)
- دان هندرسون على موقع IMDb (الإنجليزية)
- دان هندرسون على موقع قاعدة بيانات الفيلم (الإنجليزية)